# بیورن اولویوس
بیورن اولویوس (سوئدی: Björn Ulvaeus؛ ‏ تلفظ سوئدی: [ˈbjœ:ɳ ɵlˈvě:ɵs] ()؛ ‏ زاده ۲۵ آوریل ۱۹۴۵) خوانندهٔ سوئدی است. او قبلاً عضو گروه آبا بود.